# Maxim (tijdschrift)
Maxim is een uit Verenigd Koninkrijk komend internationaal mannenblad.

## Geschiedenis
Maxim werd gedurende enige jaren (1999-2006) ook uitgegeven in onder meer België en Nederland. In Nederland gebeurde dat in eerste instantie door Maxi Magazines. Later werd het overgenomen door Sanoma, waar de doelstellingen niet werden gerealiseerd en de uitgave gestaakt. In de Verenigde Staten behaalde Maxim tijdens zijn bloeiperiode een oplage van 2,5 miljoen exemplaren.
Het blad is bekend om de pikante foto's van bekende vrouwen, waaronder actrices, zangeressen en modellen. Het tijdschrift stelt ook jaarlijks een Hot 100 of-lijst van vrouwen samen.
In 1999 werd de bijhorende website maximonline.com gelanceerd en op 5 februari 2005 ging ook Maxim Radio in de ether op Sirius Satellite Radio. Op 5 juni 2006 werden bovendien plannen aangekondigd om een casino te bouwen in Las Vegas, maar die faalden na klachten van andere casino's.

## Landen
- Argentinië
- België
- Bulgarije
- Canada
- Duitsland
- Filipijnen
- Frankrijk (Maximal)
- Griekenland
- India
- Indonesië
- Israël
- Italië
- Mexico
- Nederland
- Oekraïne
- Polen
- Portugal (Maxmen)
- Roemenië
- Rusland
- Servië
- Singapore
- Spanje
- Thailand
- Tsjechië
- Verenigd Koninkrijk
- Verenigde Staten
- Zuid-Korea

## Bekende vrouwen
Enkele bekende vrouwen die over de jaren voor Maxim poseerden:
- Carmen Electra: september 1997, december 2002, juli 2005
- Rebecca Romijn: juni 1998, juli 2000, november 2002
- Christina Applegate: september 1998, december 2002
- Jennifer Love Hewitt: november 1999, maart 2005
- Shannon Elizabeth: januari 2000, december 2003
- Kim Smith: februari 2000, november 2000, juli 2004
- Jessica Alba: oktober 2000, november 2003
- Tara Reid: december 2000, maart 2002
- Laura Prepon: januari 2001, november 2004
- Brittany Murphy: juli 2001, mei 2005
- Jamie-Lynn Sigler: september 2001, mei 2006
- Jessica Simpson: januari 2002, juni 2004, juli 2006
- Paula Garcés: maart 2002
- Lucy Liu: september 2002, juli 2003
- Christina Aguilera: december 2002, januari 2003, maart 2007
- Shania Twain: juni 2003
- Anna Koernikova: augustus 2003, augustus 2004
- Michelle Branch: januari 2004
- Eva Longoria: januari 2005, september 2006
- Vanessa Minnillo: oktober 2005, oktober 2006
- Sophia Bush: november 2006
- Lacey Chabert: januari 2007
- Mary Elizabeth Winstead: maart 2007
- Rose McGowan: april 2007
- Roselyn Sánchez: mei 2007
- Noureen DeWulf: juni 2007
- Megan Fox: juli 2007
- Hilary Duff: augustus 2007
- Sarah Michelle Gellar: december 2007
- Avril Lavigne: maart 2008